# Erich Lange (Chemiker)
Erich Lange (* 26. November 1896 in Hartha bei Waldheim; †  1981 in Erlangen) war ein deutscher Chemiker. 

## Leben
Lange wurde nach Schulzeit in Mittweida und Chemnitz zum Militärdienst eingezogen und war bis zum Ende des Ersten Weltkriegs Soldat. Anschließend begann er an der TU Dresden das Studium der Chemie, das er 1922 mit dem Diplom abschloss. Zwei Jahre später promovierte er in Dresden mit einer von Kazimierz Fajans betreuten Arbeit über Lösungs- und Verdünnungswärmen einiger Alkalihalogenide von äußerster Verdünnung bis zur Sättigung. 1928 habilitierte er sich an der Universität München, wohin sein Lehrer Fajans gewechselt war, auf dem Gebiet der Verdünnungswärme von starken und schwachen Elektrolyten bei sehr großer Verdünnung. 1932 wurde Lange auf das Extraordinariat für Physikalische Chemie an die Universität Erlangen berufen, dann aber erst 1958 zum persönlichen Ordinarius und ein Jahr später zum planmäßigen Ordinarius berufen, das von der Einrichtung eines selbständigen Instituts begleitet wurde.
Er veröffentlichte mehr als 200 wissenschaftliche Originalarbeiten sowie zahlreiche Kapitel für Lehrbücher. Von 1954 bis 1957 war er Vizepräsident des Comite International de Thermodynamique et de Cinetique Elektrochimiques (CITCE). Die Sächsische Akademie der Wissenschaften zu Leipzig ernannte ihn 1961 zum Korrespondierenden Mitglied.
Er engagierte sich im Freundeskreis für zeitgemäße studentische Lebensformen, der sich gegen die Mensur in Studentenverbindungen einsetzte.